# Brodriguesia
Brodriguesia là một chi thực vật có hoa trong họ Đậu.